# Mitternachtssonnen-Denkmal

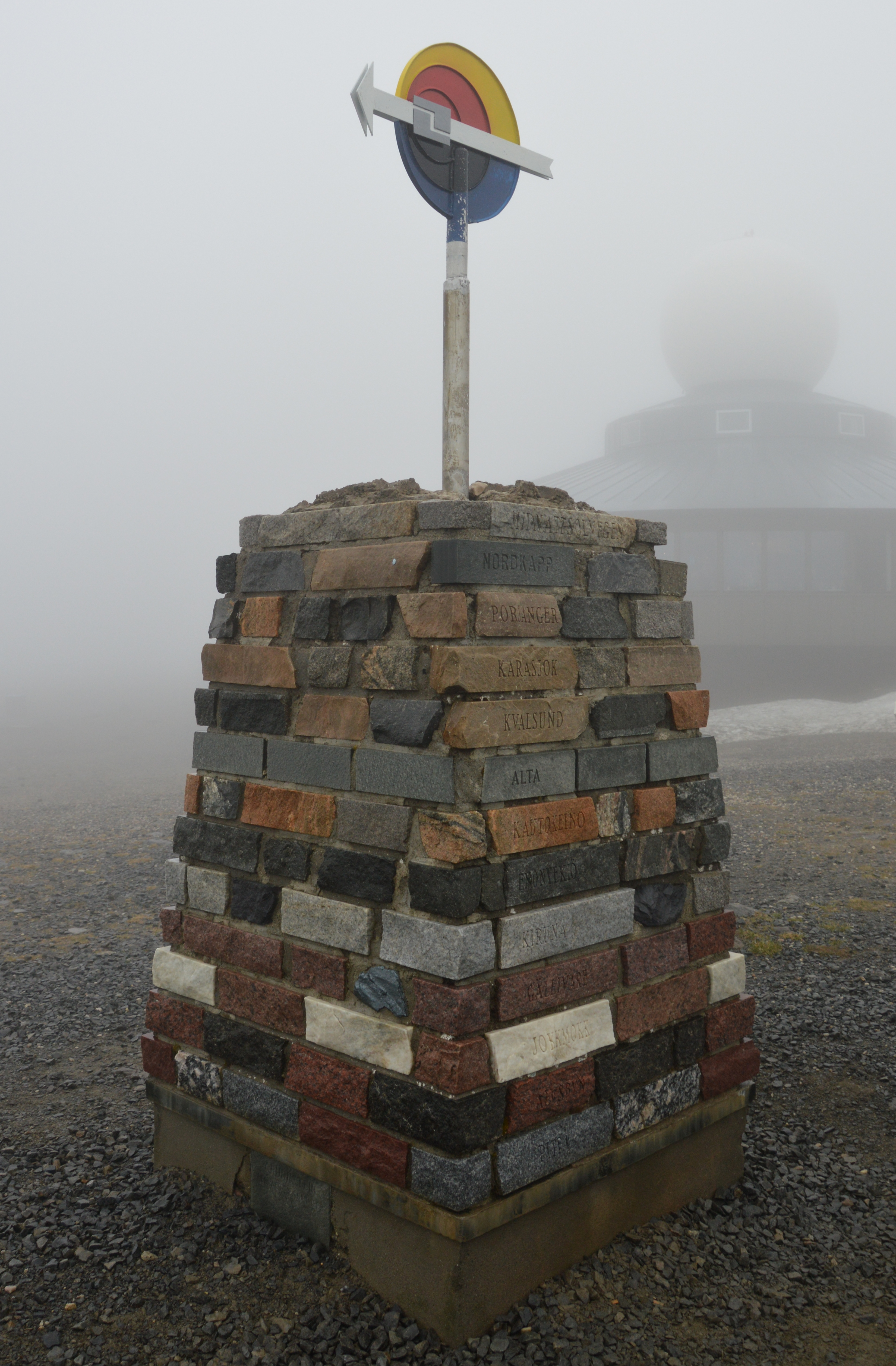
Mitternachtssonnen-Denkmal

Das Mitternachtssonnen-Denkmal, auch als Mitternachtssonnenstraßen-Denkmal oder Nordkalotten-Denkmal bezeichnet, ist ein Denkmal auf dem Nordkapplateau in Norwegen.
Es besteht aus einem massiven Pfeiler aus gemauerten Steinen unterschiedlichen Materials. Auf dem Pfeiler befindet sich eine stilisierte, nach Norden zur Spitze des Nordkaps weisende Kompassnadel. In der Vergangenheit befand sich auf der Kompassnadel die Aufschrift: N. 71° 10′ 21″, diese ist heute (Stand 2017) jedoch nicht mehr vermerkt. Das Denkmal wurde in Zusammenarbeit von zwölf skandinavischen Kommunen aus Norwegen, Finnland und Schweden errichtet, deren Namen in Steinen auf der Westseite des Denkmals eingearbeitet sind. Das Denkmal soll den Blick auf die Straße der Mitternachtssonne, den Midnattsolveien, in Richtung Nordkap lenken.
Die Enthüllung des Denkmals erfolgte am 7. Juni 1984. Zugleich wurde der The Royal North Cape Club gegründet.
In der Westseite des Denkmals befinden sich die Inschriften:
MIDNATTSOLVEGEN
NORDKAPP

PORSANGER

KARASJOK

KVALSUND

ALTA

KAUTOKEINO

ENONTEKIÖ

KIRUNA

GÄLLIVARE

JOKKMOKK

ÄLVSBYN

PITEÅ